# Ga (Sprache)
Ga oder auch Gain ist eine westafrikanische Sprache aus der Gruppe der Kwa-Sprachen, die von dem gleichnamigen Volk Ga gesprochen wird.
Sie wird von etwa 8 % der ghanaischen Bevölkerung im Südosten des Landes, in der Gegend der Hauptstadt Accra, gesprochen. Mit den Sprachen Dangme und Krobo bildet sie die Untergruppe Ga-Adangme der Kwa-Sprachen. Sie gehört zum südlichen Volta-Kongo-Zweig der Niger-Kongo-Sprachen. In der Linguistik wird Ga-Dangme als eine einzige Sprache betrachtet.

## Das Ga-Alphabet
Das für die Sprache Ga verwendete modifizierte lateinische Alphabet besteht aus sieben Vokalen und 19 Konsonanten:
| Ga  | Ga  | Ga  | Ga  | Ga  | Ga  | Ga  | Ga  | Ga  | Ga  | Ga  | Ga  | Ga  | Ga  | Ga  | Ga  | Ga  | Ga  | Ga  | Ga  | Ga  | Ga  | Ga  | Ga  | Ga  | Ga  |
| --- | --- | --- | --- | --- | --- | --- | --- | --- | --- | --- | --- | --- | --- | --- | --- | --- | --- | --- | --- | --- | --- | --- | --- | --- | --- |
| a   | b   | d   | e   | ɛ   | f   | g   | h   | i   | j   | k   | l   | m   | n   | ŋ   | o   | ɔ   | p   | r   | s   | t   | u   | v   | w   | y   | z   |
| IPA |     |     |     |     |     |     |     |     |     |     |     |     |     |     |     |     |     |     |     |     |     |     |     |     |     |
| [⁠a⁠] | [⁠b⁠] | [⁠d⁠] | [⁠e⁠] | [⁠ɛ⁠] | [⁠f⁠] | [⁠g⁠] | [⁠h⁠] | [⁠i⁠] | [⁠ʤ⁠] | [⁠k⁠] | [⁠l⁠] | [⁠m⁠] | [⁠n⁠] | [⁠ŋ⁠] | [⁠o⁠] | [⁠ɔ⁠] | [⁠p⁠] | [⁠r⁠] | [⁠s⁠] | [⁠t⁠] | [⁠u⁠] | [⁠v⁠] | [⁠w⁠] | [⁠j⁠] | [⁠z⁠] |

### Die Vokale (Vaoli)
Die Vokale sind unveränderlich. Es gibt allerdings jeweils drei unterschiedliche Längen pro Vokal. Diese Längen werden durch Wiederholung der Vokale dargestellt, z. B. : a, aa oder aaa.

### Die Konsonanten (Kɔnsonanti)
Die Ga-Konsonanten werden in etwa ausgesprochen wie im Deutschen oder Englischen. Zu beachten ist, dass ŋa ausgesprochen wird wie ‚nga‘.

### Digraphen und Trigraphen (Haaji Agbɛɛmɔ)
Es gibt elf Digraphe und zwei Trigraphe in der Sprache der Ga. Es ist wichtig, diese als einen Laut auszusprechen:
| Ga  | Ga | Ga | Ga  | Ga | Ga | Ga | Ga | Ga | Ga | Ga | Ga  | Ga  | Ga | Ga | Ga | Ga | Ga | Ga | Ga | Ga | Ga | Ga | Ga | Ga | Ga |
| --- | -- | -- | --- | -- | -- | -- | -- | -- | -- | -- | --- | --- | -- | -- | -- | -- | -- | -- | -- | -- | -- | -- | -- | -- | -- |
| gb  | gw | hw | jw  | kp | kw | ny | ŋm | ŋw | sh | ts | shw | tsw |    |    |    |    |    |    |    |    |    |    |    |    |    |
| IPA |    |    |     |    |    |    |    |    |    |    |     |     |    |    |    |    |    |    |    |    |    |    |    |    |    |
| gb  | ɡʷ | hʷ | d͡ʒʷ | kp | kʷ | ɲ  | ŋm | ŋʷ | ʃ  | t͡ʃ | ʃʷ  | t͡ʃʷ |    |    |    |    |    |    |    |    |    |    |    |    |    |